# HMS Lotus (K93)
HMS Lotus (K93) je bila korveta razreda flower Kraljeve vojne mornarice, ki je bila operativna med drugo svetovno vojno.

## Zgodovina
23. maja 1942 je bila korveta predana Svobodni francoski vojni mornarici, ki so jo preimenovali v FFL Commandant d'Estienne d'Orves (K93). 31. maja 1947 so ladjo vrnili Kraljevi vojni mornarici. Januarja 1948 je bila ladja prodana in preoblikovana v kitolovko Southern Lotus. Ladja se je potopila 18. decembra 1866 pri danski obali, medtem ko je bila vlečena na Norveško, kjer bi jo razrezali.